# Morganx
Morganx é uma comuna francesa na região administrativa da Nova Aquitânia, no departamento Landes. Estende-se por uma área de 5,21 km². Em 2010 a comuna tinha 181 habitantes (densidade: 34,7 hab./km²).